# Cassino da Urca
O Cassino da Urca foi um cassino brasileiro de fama internacional localizado no bairro carioca da Urca e que funcionou de 1933 a 1946, quando os jogos foram proibidos.

## Histórico

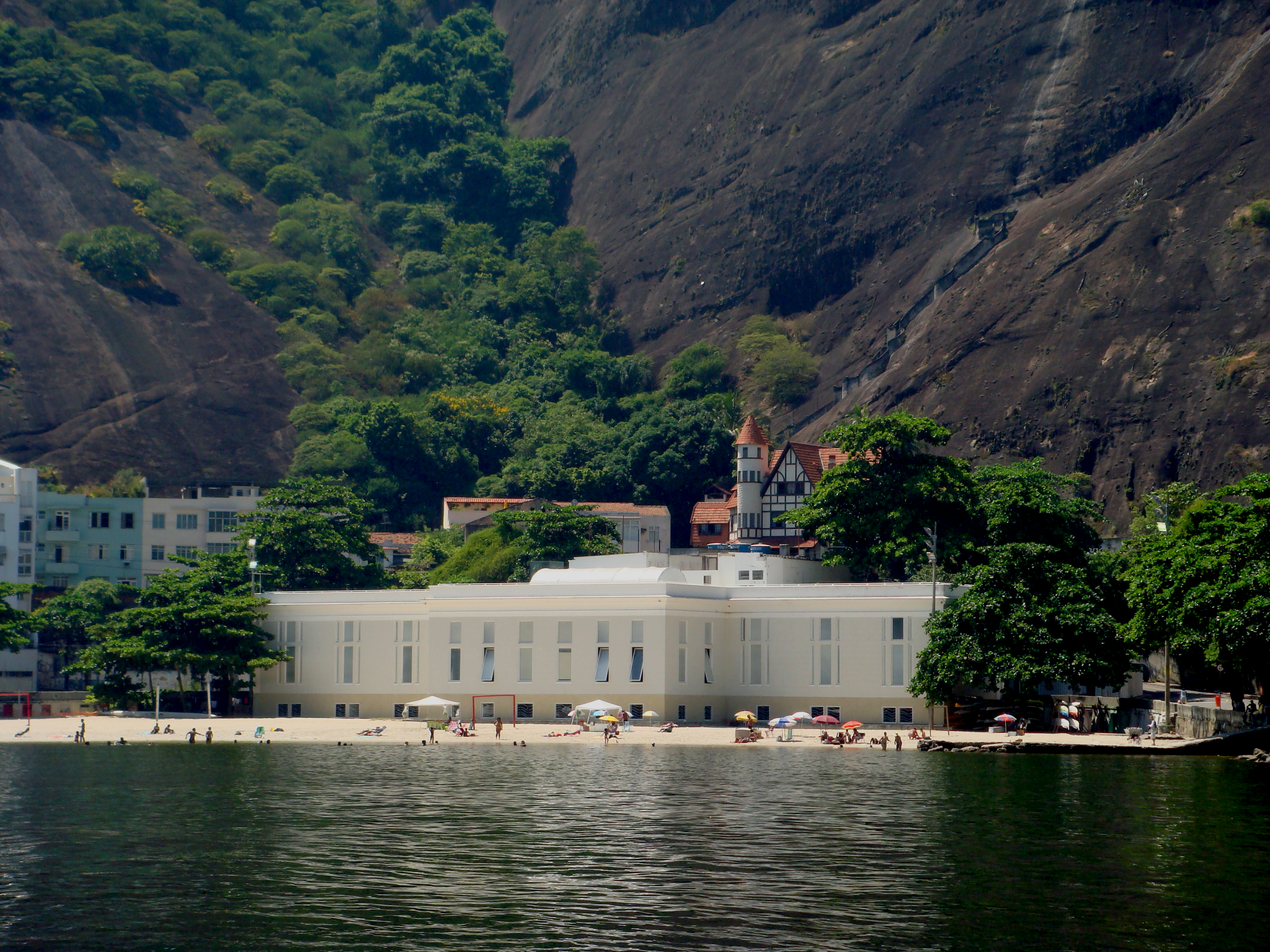
O prédio do antigo Cassino da Urca após a reforma promovida pelo Instituto Europeu de Design, em 2010.

O prédio onde se localizava o Cassino foi construído no ano de 1922, abrigando inicialmente o Hotel Balneário. Transformado em Cassino no ano de 1933, o local passou por um período de adaptações e poucas visitas até que o empresário Joaquim Rolla ganhasse numa rodada de cartas parte de suas ações. A partir daí, o Cassino da Urca viveu dias de glória e funcionou até o ano de 1946, quando os jogos de azar foram proibidos pelo então Presidente Dutra. Entre 1954 e 1980, após ter sido comprado pelos Diários Associados, o prédio foi adaptado para receber os estúdios da TV Tupi. Após décadas de abandono e deterioração o antigo Cassino, lado praia, foi restaurado pelo Istituto Europeo di Design (IED) para sua sede no Rio de Janeiro, onde operou de 2013 a 2021. As obras do lado do Morro da Urca estão em processo de início. Nesse lado do prédio estão o espaço do "grill-room", o famoso salão de público e o palco do teatro que recebia grandes atrações e shows de Grande Otelo, Carmen Miranda e sua irmã Aurora Miranda, Dick Farney, Emilinha Borba, Virginia Lane, Dalva de Oliveira e o Trio de Ouro, Ary Barroso e a famosa dançarina Josephine Baker. Na época da TV Tupi, o palco era o centro de gravações de inúmeros programas incluindo o "Cassino do Chacrinha" líder de audiência da televisão brasileira durante anos.
Em 2023, passa a abrigar o Colégio Eleva Urca – que venceu licitação em 2020 para ocupar o espaço –, que deve abrigar 300 alunos e conta com uma revitalização da fachada – que mantém as paredes do prédio original – além de todo o piso interno.